# Скойбеда, Ульяна Борисовна
Улья́на Бори́совна Ско́йбеда (род. 20 октября 1977, Москва, СССР) — российский журналист, с 1997 года обозреватель газеты «Комсомольская правда». В 2009 году стала лауреатом журналистской премии «Искра» за серию публикаций о финансовых пирамидах и коррупции в МВД. В мае 2013 года её реплика в полемической заметке о либералах, опубликованная на сайте «Комсомольской правды», вызвала скандальный резонанс в СМИ и стала причиной вынесения газете предупреждения Роскомнадзора. Некоторые СМИ расценили эту реплику Скойбеды, а также ряд других её реплик, как проявление антисемитизма.

## Биография
Начала работать в «Комсомольской правде» в 1997 году, когда училась на предпоследнем курсе факультета журналистики МГУ. В 1999 году освещала скандал, приведший к отставке Генерального прокурора Российской Федерации Юрия Скуратова.

### Конфликт с защитниками бродячих собак
В 2012 году московские зоозащитные организации заявили о намерении учредить антипремию «Гнилой рупор» для СМИ, которые, по их мнению, якобы поддерживают догхантеров. «Комсомольская правда» называлась в числе претендентов из-за статьи Скойбеды «Убивать! Самим!».

### Высказывания о Дине Рубиной
За две недели до Тотального диктанта 2013 года написала статью «Почему русскому языку нас учит гражданка Израиля Дина Рубина?». Её точку зрения поддержал Виктор Топоров, однако ряд комментаторов посчитали статью антисемитской. Сама Скойбеда объясняла свою мысль так: речь не о национальности, а только о гражданстве.

### Резонансные высказывания в полемике с Л. Гозманом и М. Бергом
Статья с подзаголовком «Порою жалеешь, что из предков сегодняшних либералов нацисты не наделали абажуров. Меньше бы было проблем», опубликованная на сайте «Комсомольской правды» 13 мая 2013 года, вызвала критический резонанс в российском обществе. Статья Скойбеды была ответом на слова Леонида Гозмана, написавшего в своем блоге:

… У СМЕРШ не было красивой формы, но это, пожалуй, единственное их отличие от войск СС. […] Не сомневаюсь, при этом, что и в СМЕРШ были честные солдаты. Вот только случилось так, что служили они в структуре, не менее преступной, чем СС.— Леонид Гозман. Подвигу солдат СС посвящается
И на мнение Михаила Берга, написавшего в фейсбуке:

… лучше бы мы эту войну проиграли. Евреям и так было хуже некуда, ну, было бы ещё хуже. Зато для русской культуры, для русского общественного сознания — полновесное поражение было бы лечебно и спасительно, в виду последующей раскрутки великодержавия и превращения России в имперского полицейского Европы. […] Жаль, что не проиграли в войну. Не надо было бы справлять насквозь фальшивый праздник Дня Победы, да и история у нас была бы иной — нормальной, неинфантильной.— Михаил Берг. Проигранная война
В ряде печатных и электронных СМИ слова Скойбеды про абажуры были расценены как «антисемитская выходка». Роскомнадзор вынес предупреждение электронному периодическому изданию «Комсомольская правда» за слова Скойбеды, которые нарушают требования законов о СМИ и противодействии экстремизму. Главный редактор «КП» счёл предупреждение справедливым.

После общественного резонанса газета немедленно удалила с сайта скандальное высказывание, а Скойбеда принесла публичные извинения: 
 …Кровь наша горячая, казацкая. И в полемическом запале я допустила некорректное выражение: вырвалась фраза, что я, порой, жалею, что родственники моих оппонентов не погибли во время войны. Я искренне ПРИНОШУ ИЗВИНЕНИЯ ВСЕМ, КОГО ОБИДЕЛА.
Вместе с тем Скойбеда отвергла обвинения в антисемитизме.
20 мая 2013 года заместитель мэра Москвы Леонид Печатников, бабушка которого стала жертвой геноцида, на пресс-конференции в РИА «Новости» выразил протест газете в форме демонстративного отказа отвечать на вопросы корреспондента «КП». «Поскольку из кожи моей бабушки немцы успели сделать абажур, мне очень жаль, что я нашёл этот абажур в редакции вашей газеты», пояснил Печатников свою реакцию на слова Скойбеды.
В тот же день, обсуждая событие на радио «Эхо Москвы», главный редактор «КП» Владимир Сунгоркин осудил реплику Скойбеды, однако заверил, что уволена журналистка не будет, а также призвал разобраться и с заявлениями Леонида Гозмана (послужившими поводом для реплики Скойбеды), который провёл параллели между советским СМЕРШ и гитлеровским СС.
Журналист Владимир Кара-Мурза отметил, что видеоизвинение «Глоток правды с Ульяной Скойбедой» от 21 мая «больше напоминает отстаивание оскорбительного пассажа про абажуры», а писатель Виктор Шендерович, что «извинялась эта госпожа довольно специфическим образом. Она говорила: „Да, но“ и дальше продолжала говорить свою вполне чудовищную ересь». Павел Лобков спародировал выступление Скойбеды в своей рубрике «Лобковская пропаганда», начав с фразы «Это мой кусок толерантности»: «Эта девушка так извиняется, так и не выйдя из образа суровой Родины — матери с любимыми сыновьями-смершевцами. С обкомовским графином в руках она объяснит чеченцам, почему высылка 1943 года была для них благом… Татарам будет убедительно рассказано о прогрессивной миссии Ивана Грозного. И эти заклинания укрепят, наконец, многострадальную дружбу народов».
После публикации Скойбеда заявила, что получила через социальные сети угрозы физической расправы от националистов.
В октябре 2013 Скойбеда получила премию Серебряная калоша в номинации «Нетерпимость года» «за ксенофобские высказывания».

### Позиция во время украинского кризиса 2014 года
Довольно скандальную известность получили репортажи Скойбеды о аннексии Крыма Россией и последующем отдыхе в Крыму, а также её реакция на смену политического курса России.
И быть готовым жить в бедности (потому что санкции со стороны мирового сообщества означают бедность) - это СССР. Когда весь народ готов ходить в резиновых сапогах, но только спасти Крым, когда не бросить братьев важнее, чем иметь тридцать сортов колбасы в холодильнике, когда этот позор Перестройки наконец изжит и людей не пугает даже железный занавес<...>
Да это не Крым вернулся. Это мы вернулись. Домой. В СССР.У. Скойбеда
Придется воспользоваться рецептами советских бабушек. Вспомнить, как варить клейстер и как ставить заплатки. А может, и как строгать мебель.<...>
Таким демократам можно предложить только уехать: мир большой, стран с колбасой много.
А мы будем штопать колготки.
Это не страшно.
Я тоже жила в 80-х. Я умею.У. Скойбеда
Такая реакция была оценена психологом Л. Петрановской как выражение нового общественного договора между властью и обществом в России: на смену отказу от участия в политике в обмен на стабильный рост благосостояния пришло согласие на материальные трудности в обмен на национальное величие. Представители других взглядов считают, что восторги Скойбеды на самом деле вызваны торжеством дегуманизации. Статьи о Крыме некоторым напоминают скорее антирекламу. И. Давыдов иронически отмечает в адрес Ульяны: «У российской оппозиции, вопреки стенаниям паникеров и клевете ненавистников, есть лидер. <…> Он — она».

### Позиция в отношении войны в Сирии и конфликта с Турцией
Опубликованная 28 ноября 2015 года на сайте «Комсомольской правды» статья Ульяны Скойбеды «Нам точно нужна эта война?» вскоре стала недоступной. В колонке говорилось об «ура-патриотической истерии», охватившей российское общество на фоне обострения отношений с Турцией. Скойбеда задаёт вопрос, стоит ли России ввязываться в новый конфликт в ситуации, когда «потеря каждой страны-поставщика помидоров воспринимается как трагедия», а уровень жизни упал как минимум вдвое. «Так что мы конкретно делаем в Сирии, я прошу ответить? Если мы победим, нефть поднимется до 100 долларов за баррель?» — спрашивает Скойбеда. После удаления с сайта КП статью все ещё можно было прочесть в веб-кэше Google. Скойбеда также изложила её основные тезисы на своей странице в Фейсбуке. 30 ноября статья Скойбеды была опубликована на сайте «Общей газеты».
Публицист Илья Мильштейн считает выступление Скойбеды знаменательным: «... количество бреда, выработанного в последние годы, постепенно достигает таких размеров, что прошибает и Скойбеду. Вслед за дальнобойщиками […] заговорил и народ. Устами самой простодушной, зомбированной, знаменитой журналистки из самой гнусной российской газеты. Она, как бы очнувшись, недоуменно оглядывается вокруг — и вдруг разражается обличительным текстом».

## Награды
- Благодарность Президента Российской Федерации (17 июля 2025 года) — за заслуги в развитии средств массовой информации и многолетнюю плодотворную деятельность[37].
- Премия Правительства Российской Федерации 2012 года в области печатных средств массовой информации (13 декабря 2012 года)[38].